# Maison Reuss
Pour les articles homonymes, voir Reuss (homonymie).
La maison Reuss (en allemand : Reuß, /ʁɔɪ̯s/) est une famille princière allemande qui régne jusqu'en 1918 sur le Vogtland, une région frontalière des possessions des maisons de Wettin et de Wittelsbach. Ses origines remontent aux premiers avoués de Weida. Ces derniers s'élèvent rapidement au rang de seigneurs au XIIIe siècle. En 1329, Louis le Bavarois leur confirme le rang princier. En 1673, toutes les branches de la famille obtiennent l'immédiateté impériale en devenant comtes du Saint-Empire. À partir de 1778, la branche aînée reçoit le titre de prince de Greiz.
La maison Reuss a de nombreuses branches, dont les deux principales constituent jusqu'à la révolution de Novembre des États souverains de l'Empire allemand, à savoir la principauté de Greiz, dite « Reuss branche aînée » (en allemand Fürstentum Reuß ältere Linie) et la principauté de Schleiz, dite « Reuss branche cadette » (en allemand : Fürstentum Reuß jüngere Linie).
La première s'est éteinte dans la seconde en 1927, permettant à Henri XXVII de réunir les deux titres de princes de la famille et de se faire appeler « prince Reuss ». Son fils lui succède mais meurt sans descendance probablement en 1945. Le titre passe à un cousin éloigné de la branche de Köstritz, qui s'est détachée au XVIIe siècle. Cette branche est aujourd'hui la seule survivante de la maison. L'actuel chef de nom et d'armes de la maison Reuss est le prince Heinrich XIV (né en 1955).

## Histoire

### Origines

Armoiries des avoués de Weida (1279).

Au début du Moyen Âge, l'actuel Vogtland, berceau de la maison Reuss, est peuplé par des Slaves convertis au christianisme par Otton Ier. En 965, la région est intégrée à la marche de Zeitz, qui est confiée à un proche de l'empereur, Wigger de Bilstein. Son rôle est alors de pacifier et d'évangéliser la marche ainsi que d'en assurer la défense militaire contre les incursions des Slaves demeurés païens. En 968, l'empereur obtient du pape la création de l'évêché de Zeitz, qui devient suffragant de l'archevêché de Magdebourg.
La région reste disputée, et les Slaves, qui supportent mal leur christianisation forcée, se soulèvent régulièrement : en 983, Zeitz est envahie par les Sorabes. Cependant, dès l'an 1000, Otton III autorise la colonisation par des Allemands des terres situées à la limite orientale de la Thuringe, une région boisée et peu peuplée qu'il veut voir défrichée pour en faire des terres agricoles.
C'est Henri IV qui rattache ces terres à l'abbaye impériale de Quedlinbourg et nomme des avoués impériaux pour administrer les zones nouvellement développées au début du XIIe siècle. Le premier avoué connu, un certain Erkenbert (né vers 1090), s'installe à Wünschendorf. Lors de la consécration de l'église Saint-Jean de Plauen en 1122, un Erkenbert de Weida est signalé dans l'entourage d'Adalbert d'Everstein. Son fils, Erkenbert II (né vers 1122) entreprend la construction d'un château sur la rive droite de la Weida, un bourg se développe rapidement autour. En 1163, son frère et héritier Henri le Pieux (né vers 1123), construit l'Osterburg sur un éperon rocheux entre la Weida et l'Auma, ce qui permet de contrôler le passage des deux rivières. Ce château devient la résidence des avoués de Weida.
Le nom des terres contrôlées par Henri dérive directement de son office : « avoué » se traduit par vogt en allemand, donc Vogtland signifie la « terre de l'avoué », terra advocatorum en latin. Cette appellation continue de nos jours à désigner la région de 3 467 km2 qui se situe à la frontière de la Saxe, de la Thuringe et de la Bavière.

### Avoués de Weida
La charge d'avoué se transmet dans la même famille, si bien qu'elle devient rapidement héréditaire. Les avoués de Weida obtiennent progressivement leur indépendance de l'abbaye de Quedlinbourg sur les terres qu'ils administrent. Henri le Pieux agrandit son domaine en y intégrant la ville de Gera. Son fils Henri II le Riche (né vers 1164) acquiert également Plauen. La zone d'influence des avoués s'étend alors non seulement sur le Vogtland actuel, mais aussi au-delà des Monts Métallifères, avec la ville d'Egra en Bohême.

### Premier partage de 1209 et apparition du nom Reuss

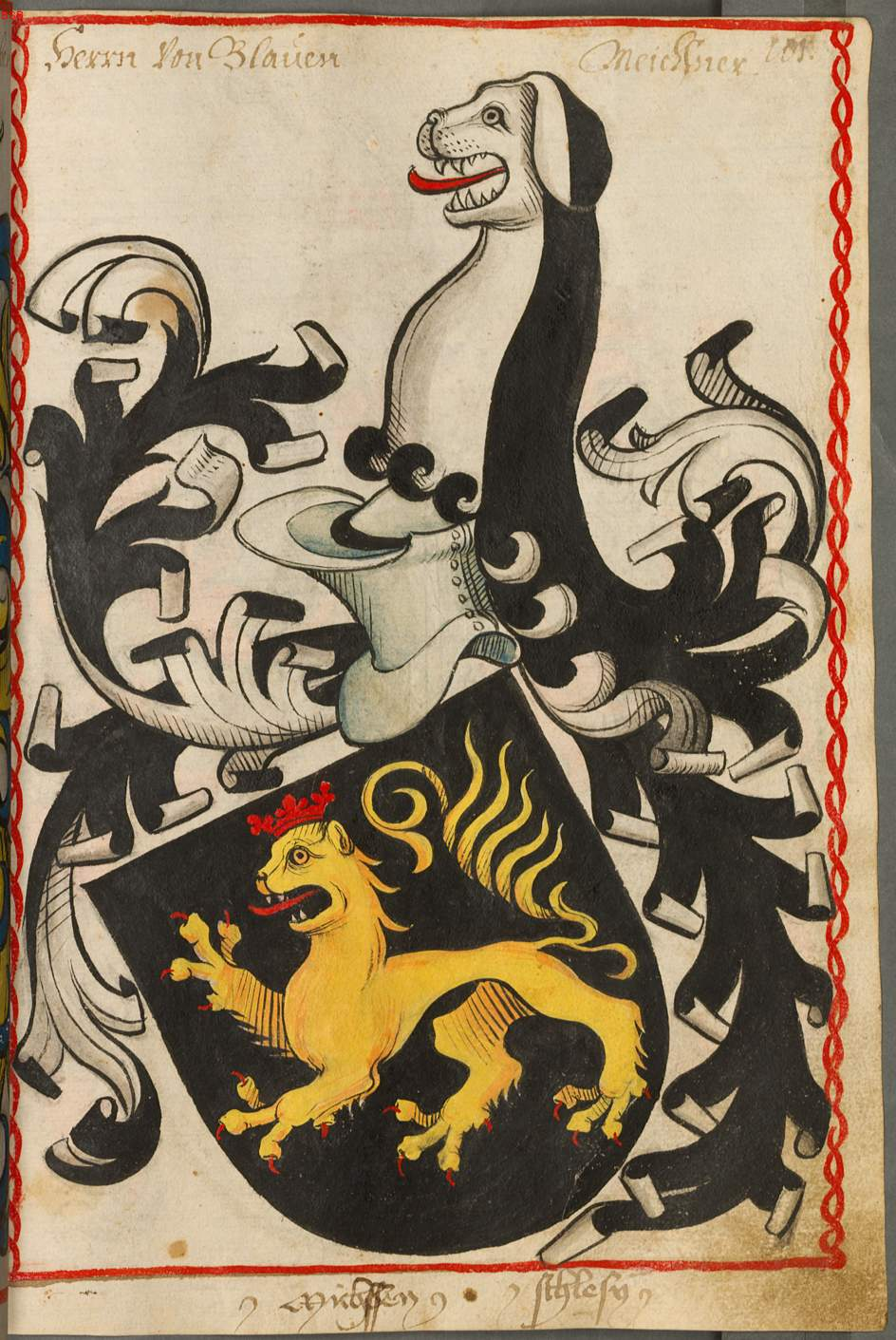
Armoiries des seigneurs de Plauen (1370).

Après la mort d'Henri II le Riche, en 1209, ses trois fils se répartissent le domaine ancestral :
- Henri III l'Ancien (mort vers 1224) obtient Weida et Ronneburg ;
- Henri IV le Moyen (mort vers 1249) obtient Plauen et Gera ;
- et Henri V le Jeune (mort vers 1240) obtient Greiz et Reichenbach.

Chacun continue à porter le titre d'avoué de Weida, mais les trois frères installent leurs sièges respectifs à Weida, Gera et Greiz. L'acte de partage est établi officiellement en 1237, alors qu'Henri III l'Ancien est déjà mort, c'est donc son fils, Henri VI le Sac à Poivre qui recueille l'héritage. Henri V le Jeune meurt sans enfant vers 1240, faisant passer Greiz et Reichenbach à son neveu, Henri l'Aîné, fils d'Henri IV le Moyen. À la mort de ce dernier, Henri l'Aîné reçoit également Plauen, tandis que son frère, Henri le Cadet, reçoit Gera.
En 1254, les membres de la famille négocient une alliance avec Henri III de Misnie, et sont traités comme son égal. Dans le document, la terra marchionis (« terre du margrave ») est distinguée de la terra advocatorum (« terre de l'avoué »). Ils sont alors tous reconnus comme des seigneurs.
Henri l'Aîné décède en 1303, ses deux fils, Henri II le Bohémien et Henri le Ruthène étant déjà morts, ce sont ses petits-fils qui se partagent ses terres vers 1306 :
- Henri III, fils d'Henri II le Bohémien, obtient Plauen ;
- tandis qu'Henri II, fils d'Henri le Ruthène obtient Greiz.

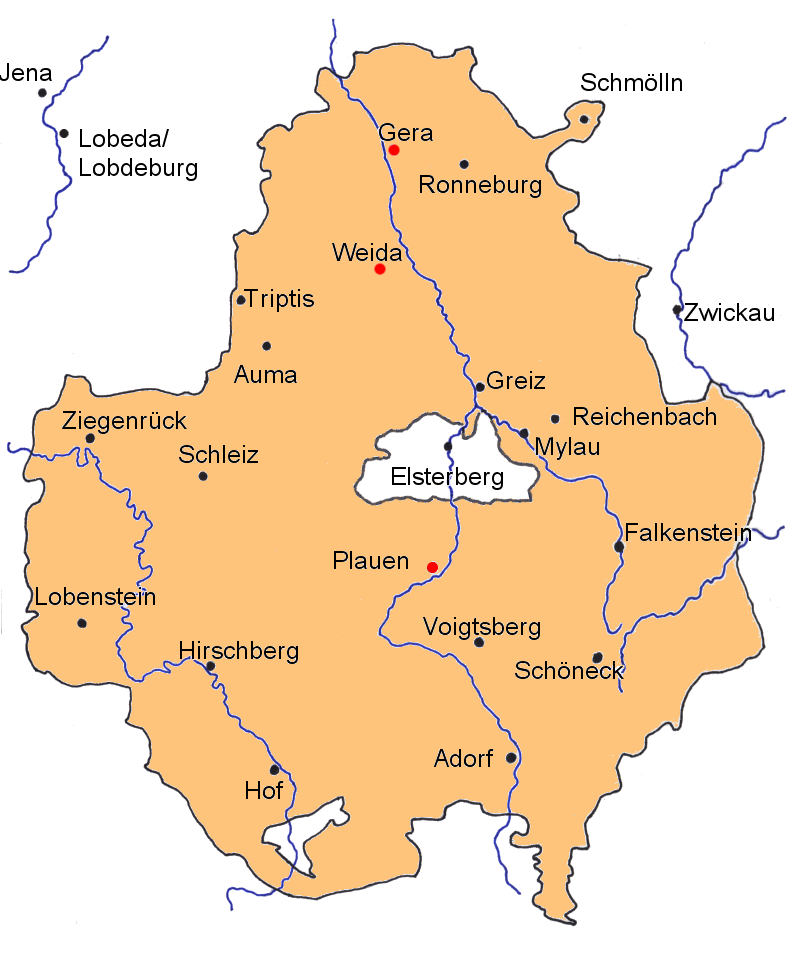
Les possessions des avoués de Weida, Gera et Plauen, ancêtres des princes Reuss en 1350.

La branche aînée des seigneurs de Weida, issue d'Henri III l'Ancien perdure jusqu'en 1531. Weida tombe ensuite aux mains de la Saxe. La branche cadette des seigneurs de Gera, issue d'Henri le Cadet s'éteint en 1550. La branche des seigneurs de Plauen, issue d'Henri II le Bohémien, perdure jusqu'en 1572. Ils deviennent burgraves de Meissen en 1426 et captent les terres de la branche des seigneurs de Gera.
La branche des seigneurs de Greiz, issue d'Henri le Ruthène se maintient encore de nos jours ; c'est de ce dernier que la famille tire son nom « Reuss », qui n'est alors qu'un surnom : « Ruthène » ou « Russe ». Dépossédés d'une partie de leurs terres lors de la guerre de Smalkalde, les seigneurs de Greiz retrouvent la totalité de leurs biens après un jugement datant du 28 septembre 1560.

### Deuxième partage de 1564
C'est à la mort d'Henri XIII en 1564 qu'intervient un important partage familial au sein de la branche des seigneurs de Greiz :
- Henri XIV l'Ancien hérite du Bas-Greiz ;
- Henri XV le Moyen hérite du Haut-Greiz ;
- Henri XVI le Jeune hérite de Gera.

Avec l'extinction de la lignée des burgraves de Meissen en 1572, un long combat judiciaire débute entre les Reuss, héritiers désignés de cette lignée, et la veuve du dernier burgrave, Anne de Poméranie-Stettin. Un accord financier est finalement trouvé en 1590, et les Reuss récupèrent cet héritage.
Le rameau des seigneurs du Haut-Greiz s'éteint en 1616 et son territoire est partagé entre les deux autres rameaux survivants. Ces derniers deviennent alors les deux branches principales de la famille, celle de Greiz et celle de Gera. Elles subissent une série de divisions, si bien qu'au début du XVIIIe siècle, le pic de fragmentation est atteint avec dix seigneurs Reuss différents :
- en 1596, Burgk est détachée de la branche de Greiz ;
- en 1616, Dölau est détachée de la branche de Greiz ;
- en 1625, Greiz est de nouveau divisée entre le Bas-Greiz et le Haut-Greiz ;
- en 1647, Schleiz, Saalburg et Lobenstein sont détachées de la branche de Gera ;
- en 1668, Rothenthal est détachée de la branche du Bas-Greiz ;
- en 1678, Hirschberg et Ebersdorf sont détachées de la branche de Lobenstein ;
- en 1692, Köstritz est détachée de la branche de Schleiz ;
- en 1718, Selbitz est détachée de la branche de Lobenstein.

### Immédiateté impériale et introduction du droit d'aînesse
- • vert : Reuss-Greiz (avec Burgk) ;

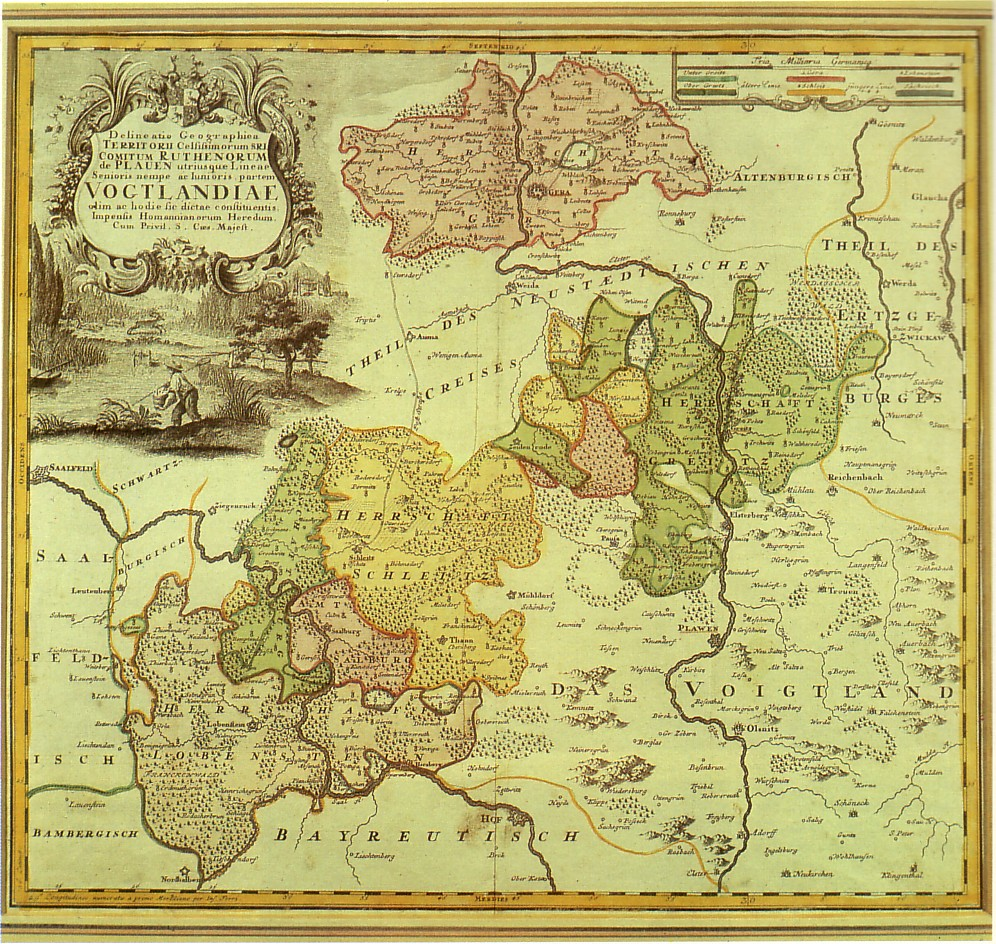
Les territoires des Reuss au XVIIIe siècle : • vert : Reuss-Greiz (avec Burgk) ;
• rouge : Reuss-Gera (avec Saalburg) ;
• jaune : Reuss-Schleiz ;
• brun : Reuss-Lobenstein.

En 26 août 1673, les principales branches subsistantes de la famille Reuss obtiennent l'immédiateté impériale. Au total, sept agnats deviennent comtes du Saint-Empire : Bas-Greiz (1564-1768), Haut-Greiz (1625-1927), Rothenthal (1668-1698), Gera (1564-1802), Schleiz (1647-1945), Lobenstein (1647-1824) et Burgk (1668-1697). À cela s'ajoutent Hirschberg (1678-1711) et Ebersdorf (1678-1848).
En 1690, devant la complexité générée par ces successions égales, le droit d'aînesse est introduit. Les rameaux de Köstritz (1692) et de Selbitz (1718-1824) ne sont alors pas considérés comme souverains, bien qu'ils usent du titre de comte du Saint-Empire.
Henri XXIV, fils cadet d'Henri Ier, prince de Schleiz, reçoit un certain nombre de propriétés foncières en tant que paréage dans le comté de son frère aîné, Henri XI, avec pour siège principal le château de Köstritz. Il est le fondateur du rameau de Köstritz, liée par des mariages à d'importantes maisons souveraines.

### Constitution des principautés souveraines

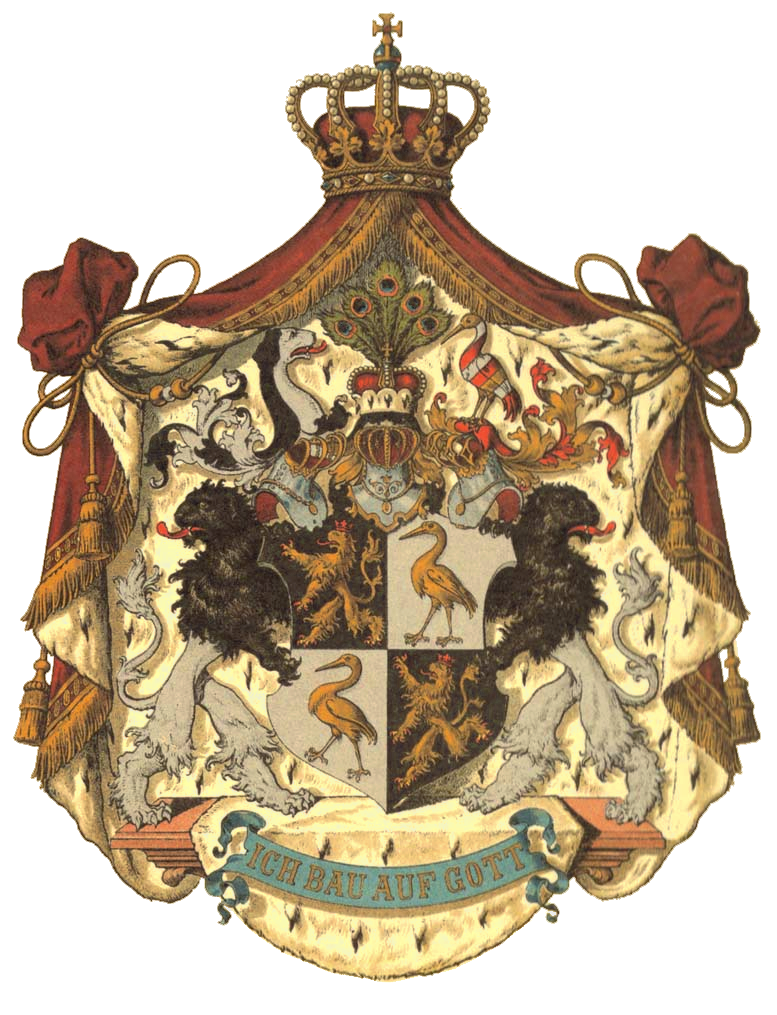
Armoiries de la principauté de Schleiz (branche cadette) : sur le heaume du milieu le chapeau princier du Saint-Empire, sur le manteau la couronne des princes souverains de la confédération du Rhin.

Le 12 mai 1778, Henri XI, chef de la branche aînée de Greiz devient prince du Saint-Empire. Le 11 octobre 1790, à l'occasion du couronnement de Léopold II, Henri XXXV de Lobenstein obtient lui aussi ce titre.
François II accorde le titre de prince du Saint-Empire aux dernières branches de la maison Reuss qui ne l'ont pas obtenu le 9 avril 1806, à savoir : Schleiz, Ebersdorf et Köstritz. Peu de temps après, les principautés de Greiz, Schleiz, Lobenstein et Ebersdorf intègrent la confédération du Rhin.
À la suite du congrès de Vienne, ces mêmes principautés adhèrent à la Confédération germanique. En 1824, Henri LXXII réunit les principautés d'Ebersdorf et de Lobenstein ; en 1848 il abdique, ce qui permet à Henri LXII, prince de Schleiz, de réunir l'ensemble des possessions de la branche cadette. Les princes de Schleiz sont alors connus comme les princes Reuss branche cadette. Parallèlement, les princes de Greiz usent du titre de princes Reuss branche aînée.
Ces deux principautés souveraines rejoignent la confédération de l'Allemagne du Nord, puis l'Empire allemand en 1871, bien qu'Henri XXII soit un des plus farouches opposant de la politique prussienne. Le dernier représentant de la branche aînée, Henri XXIV, ayant été reconnu incapable de régner, la régence de la principauté est assurée par la branche cadette à partir de 1902. En 1913, Henri XXVII devient prince Reuss branche cadette et régent de la principauté Reuss branche aînée.
Cependant, comme pour tous les souverains allemands, son trône ne résiste pas à l'agitation qui marque la fin de la Première Guerre mondiale et il abdique le 11 novembre 1918, également au nom de son cousin handicapé Henri XXIV. Les principautés Reuss deviennent des républiques, avant d'être réunies le 17 avril 1919 pour former l'éphémère État populaire de Reuss, à son tour incorporé au nouveau land de Thuringe le 30 avril 1920.

### Réunion de 1927
La branche aînée s'éteint à la mort d'Henri XXIV le 13 octobre 1927, permettant ainsi à Henri XXVII d'hériter de tous les titres de son cousin et de réunir toutes les possessions des Reuss. Le 5 juin 1930, le conseil de famille décide que le titre de prince ou princesse Reuss s'appliquerait à tous ses membres.
En 1935, étant toujours célibataire et sans enfant, Henri XLV adopte son parent Henri Ier, prince de Köstritz, afin qu'il hérite de tous ses biens et devienne chef de nom et d'armes de la maison Reuss à sa propre mort. Finalement, la branche cadette régnante s'éteint précipitamment à son tour en 1945 lorsqu'Henri XLV, fils du dernier souverain, disparaît en 1945 à la suite de son arrestation par l'Armée rouge. Après avoir perdu leurs terres à cause de l'expropriation communiste en Allemagne de l'Est, la famille s'installe au château d'Ernstbrunn, en Autriche.
De nos jours, la branche de Köstritz est donc la seule branche subsistante de toute la maison. La maison Reuss compte plus de trente membres masculins, tous nommés Henri. L'actuel chef de famille est Henri XIV, né en 1955, fils d'Henri IV (1919-2012) et de Marie-Louise de Salm-Horstmar. Il a épousé Johanna Raitz von Frentz, d'où trois enfants dont l'aîné est Henri XXIX, né en 1997.
L'un des homonymes actuels, Henri XIII, a récemment terni la réputation de la famille lorsqu'il a été arrêté en décembre 2022 pour avoir prétendument fomenté un coup d'État. L'actuel chef de la famille, Henri XIV, s'était déjà auparavant éloigné de lui après que celui-ci s'était immiscé dans la politique locale de Thuringe avec des théories farfelues du mouvement des citoyens du Reich. Par la suite, le chef de famille définit Henri XIII, son cousin au troisième degré, comme « un vieil homme confus colportant des théories du complot ».

## Numérotation des prénoms
Le titre d'avoué étant décerné à la famille par Henri IV, c'est en son honneur que tous les enfants mâles de la famille sont prénommés « Henri » (Heinrich en allemand). Un système compliqué de numérotation est développé sous plusieurs formes, évoluant au fil des siècles. D'abord chronologique toutes branches confondues puis chronologique par branche.
La branche aînée de Greiz suit une séquence de 1 à 100 puis revient à 1, la dernière séquence commençant en 1693 avec Henri Ier (1693-1714), pour s'achever avec Henri XXIV (1878-1927). Tous portent un numéro, même s'ils n'ont pas régné.
La branche cadette de Gera donne le numéro 1 au premier Henri né à chaque nouveau siècle et suit la séquence jusqu'au siècle suivant pour recommencer à 1. Les nombreux Henri qui ont grandi dans la même famille élargie et même dans les mêmes foyers, se distinguent dans l'intimité par un prénom interne ou un surnom. 

## Armoiries
| Armoiries                              | Blasonnement | Période              |
| -------------------------------------- | --- | -------------------- |
| Armoiries des premiers avoués de Weida | De sable au lion d'or. | XIIe – XIIIe siècles |
| Armoiries des seigneurs de Plauen      | De sable, au lion d'or armé et lampassé de gueules. | XIIIe – XVe siècles  |
| Armoiries anciennes des Reuss          | De sable, au lion d'or armé, lampassé et couronné de gueules. | XVe – XVIe siècles   |
| Armoiries des princes de Greiz         | Écartelé : au 1 et 4, de sable, au lion d'or armé, lampassé et couronné de gueules, la queue fourchue (Reuss-Greiz) ; au 2 et 3, d'argent, à la grue d'or (Kranichfeld). | XVIe – XIXe siècles  |
| Armoiries des princes de Schleiz       | Écartelé : au 1 et 4, de sable, au lion d'or armé, lampassé et couronné de gueules (Reuss) ; au 2 et 3, d'argent, à la grue d'or (Kranichfeld).                          | XVIe – XXIe siècles  |

## Filiation
- Avoués de Weida (1122-1531)
  - Seigneurs de Plauen puis seigneurs de Mühltroff (1209-1441)
    - Seigneurs de Plauen puis burgraves de Meissen (1348-1572)
    - Seigneurs de Greiz (1238-1547)
      - Seigneurs du Bas-Greiz puis seigneurs de Burgk (1564-1640)
        - Seigneurs de Dölau puis comtes du Bas-Greiz (1583-1768)
          - Seigneurs du Haut-Greiz puis comte de Greiz puis prince de Greiz (1625-1927)
            - Comte de Dölau (1694-1698)

          - Seigneurs de Rothenthal (1668-1698)
          - Seigneur puis comte de Burgk (1668-1697)

        - Seigneur de Dölau (1616-1636)

      - Seigneurs du Haut-Greiz (1564-1616)
      - Seigneurs puis comtes de Gera (1564-1802)
        - Seigneurs puis comtes puis princes de Schleiz (1635-1945)
          - Seigneurs de Saalburg (1647-1666)
          - Comtes puis princes de Köstritz (1692)
            - Comtes de Plauen (1887)

        - Seigneurs puis comtes puis princes de Lobenstein (1647-1824)
          - Seigneurs puis comtes puis princes d'Ebersdorf (1671-1848)
          - Comte d'Hirschberg (1678-1711)
          - Comtes de Selbitz (1718-1824)

    - Seigneurs de Gera (1238-1502)
      - Seigneurs de Lobenstein (1425-1489)
      - Seigneurs de Schleiz (1425-1550)

  - Seigneur de Greiz (1209-1240)

## Domaines

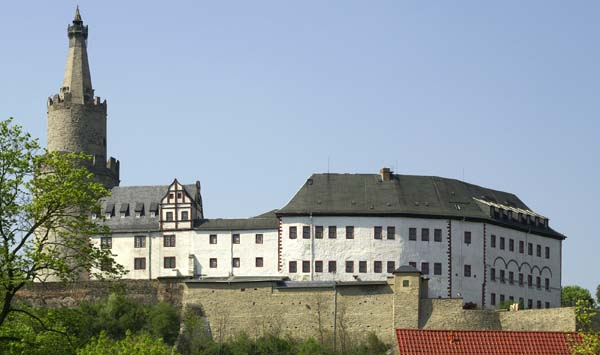
Château d'Osterburg à Weida, siège ancestral de la famille.
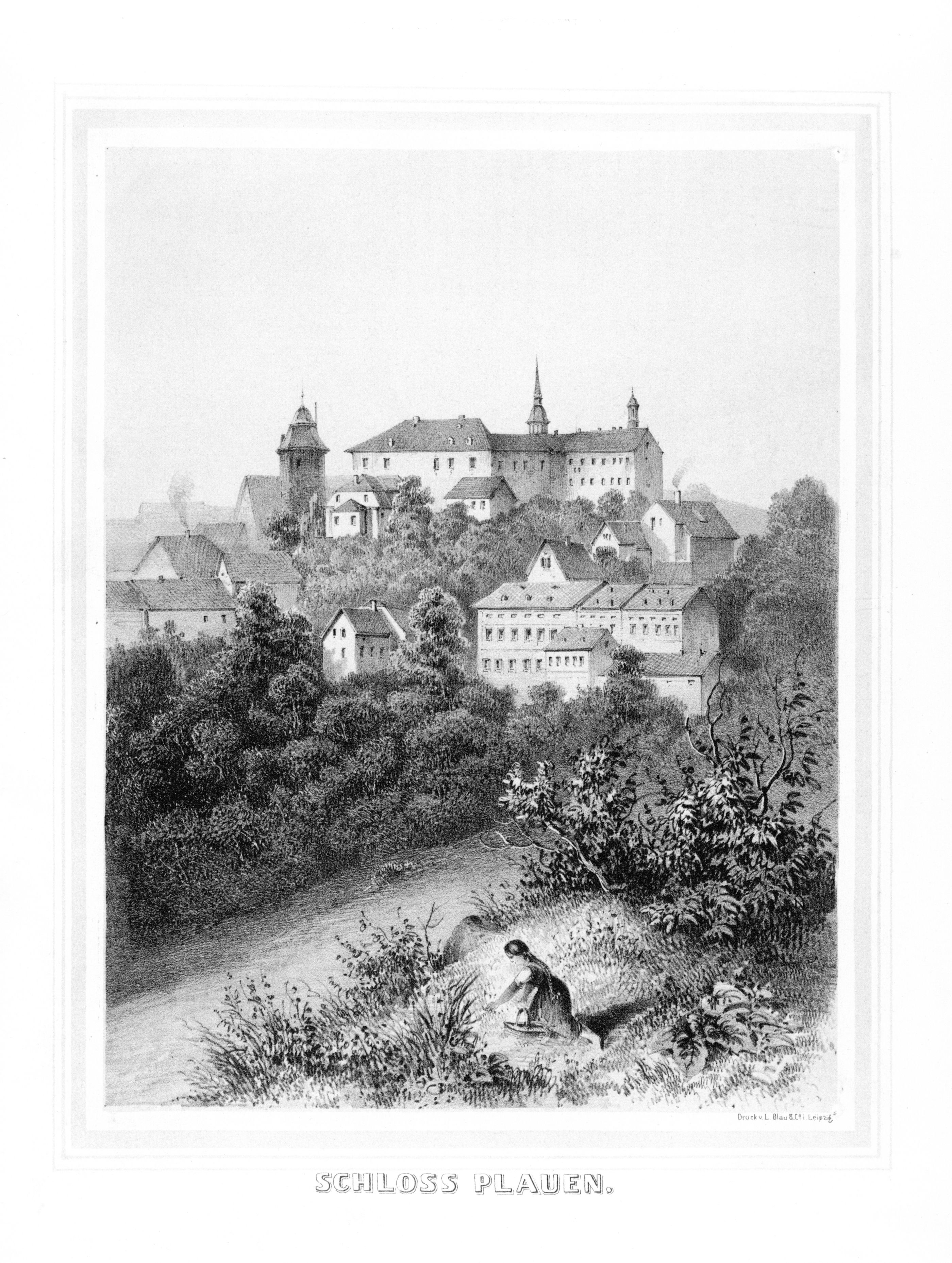
Château de Plauen (1859).
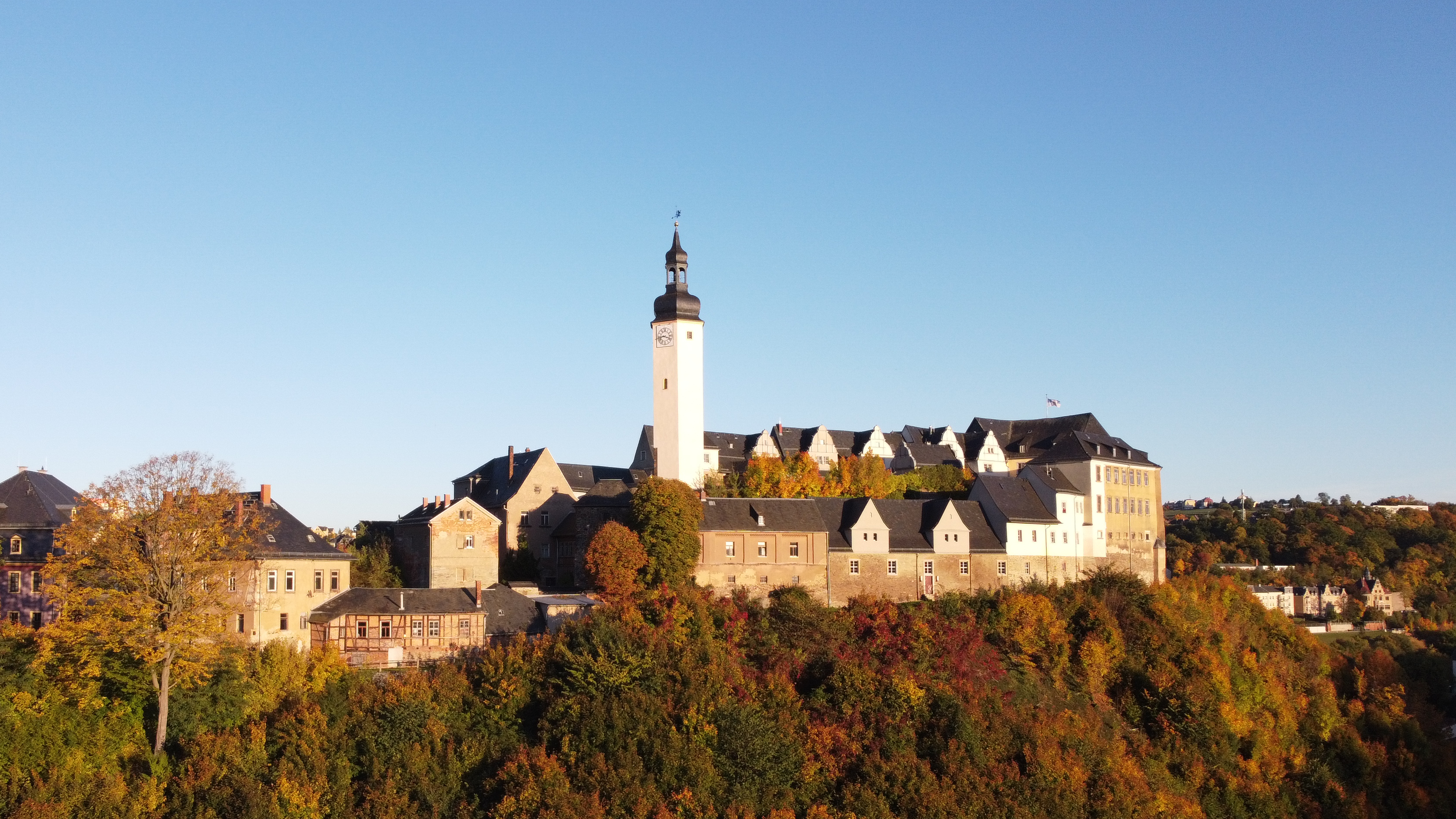
Château-haut de Greiz, siège du gouvernement de la principauté de Greiz.
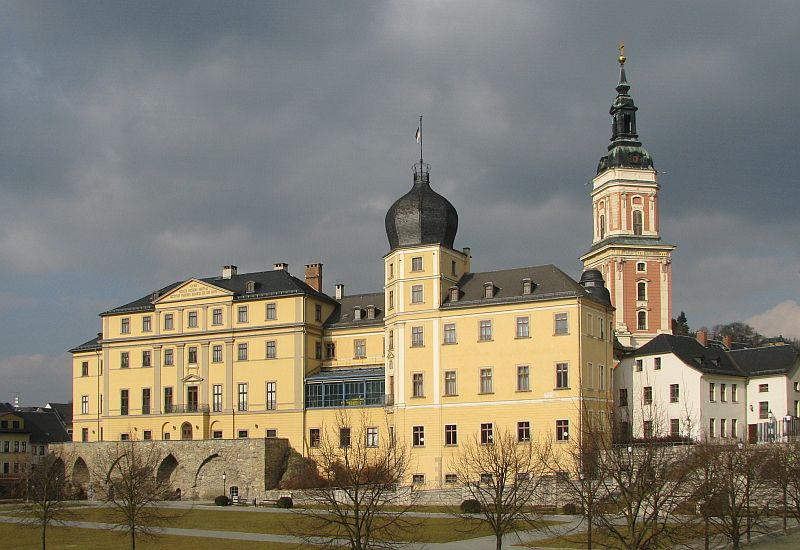
Château-bas de Greiz, siège des princes de Greiz.
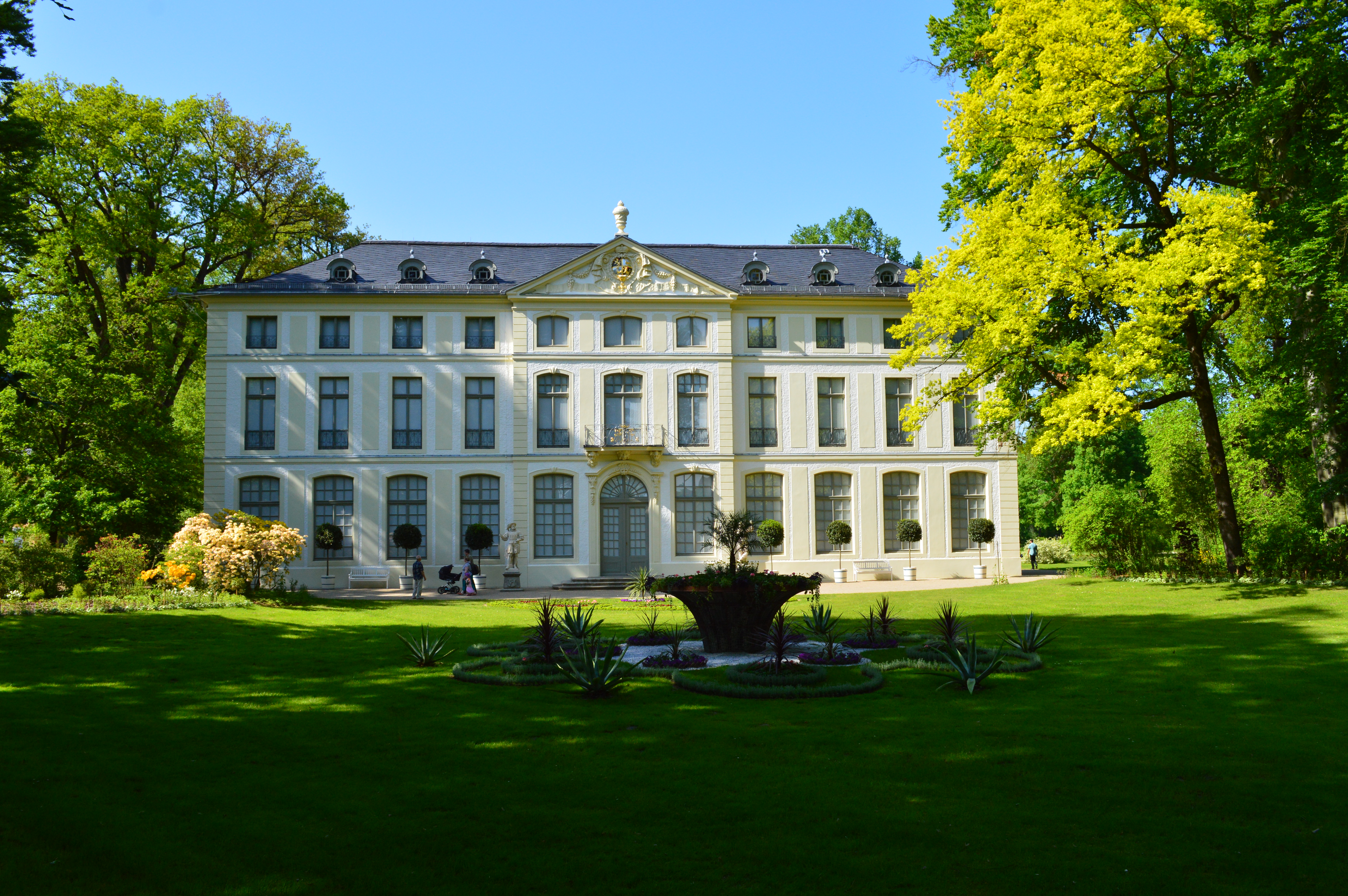
Palais d'Été de Greiz
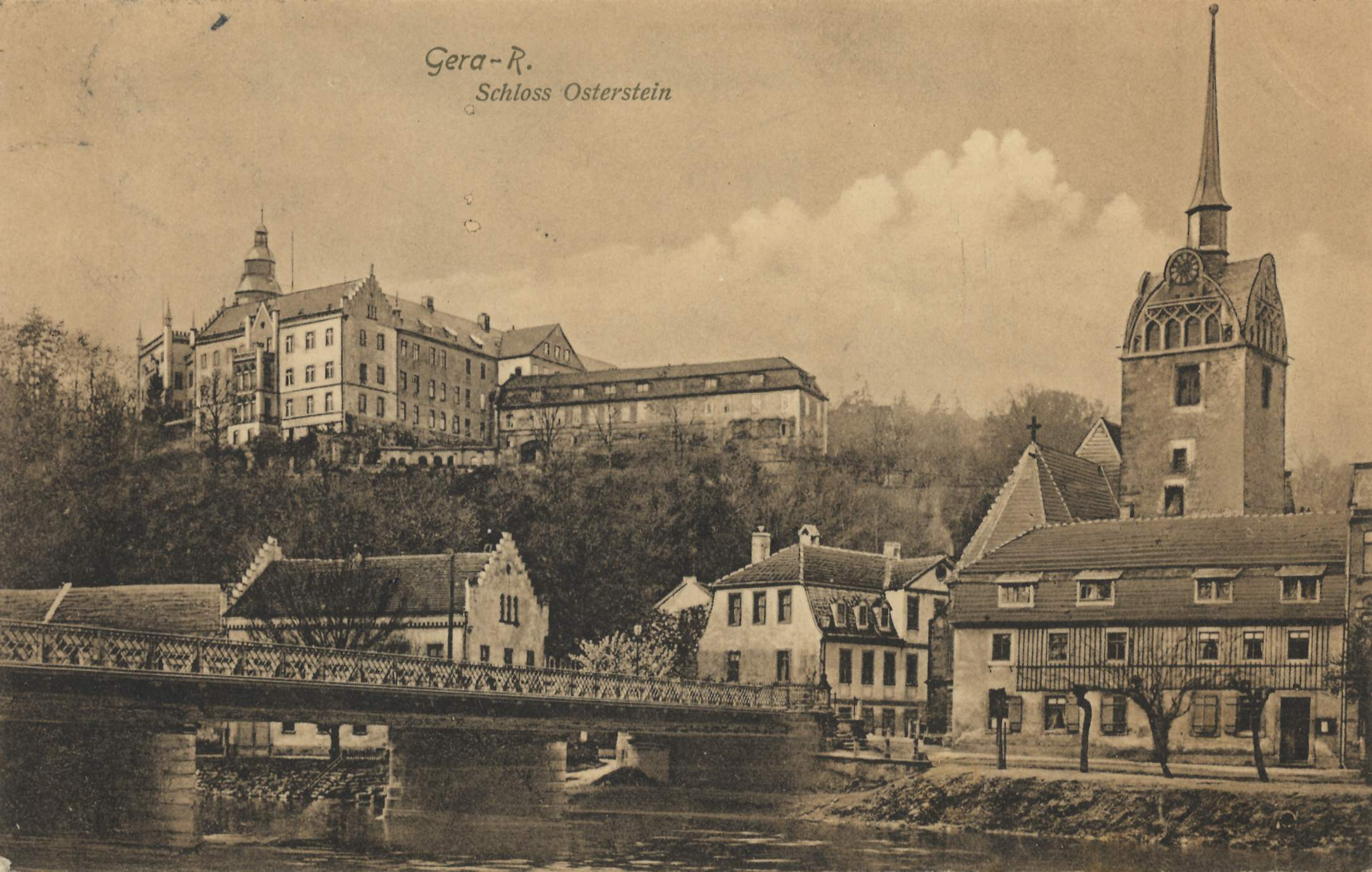
Château d'Osterstein (1903), siège des princes de Schleiz.
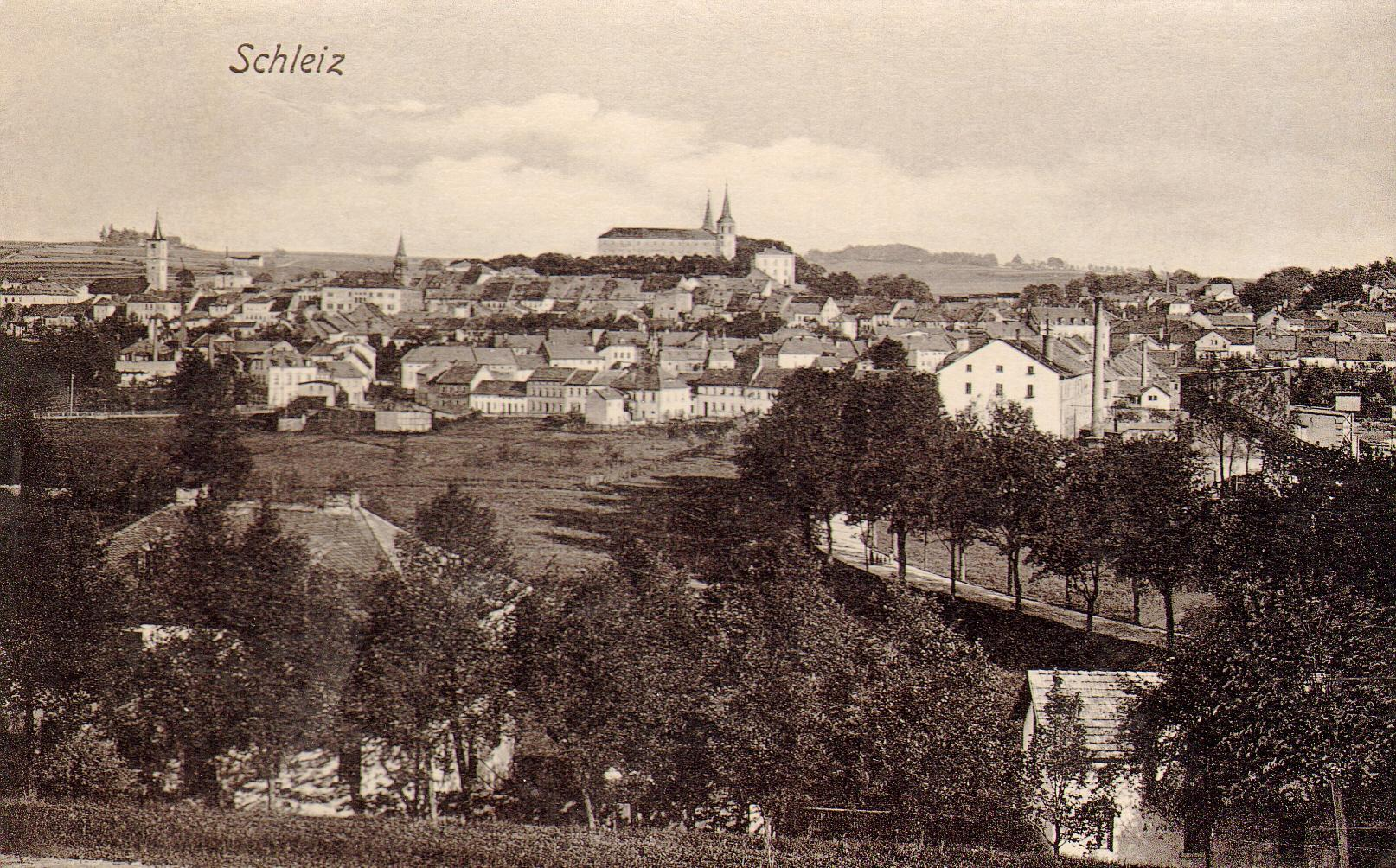
Ville et château de Schleiz (1945).
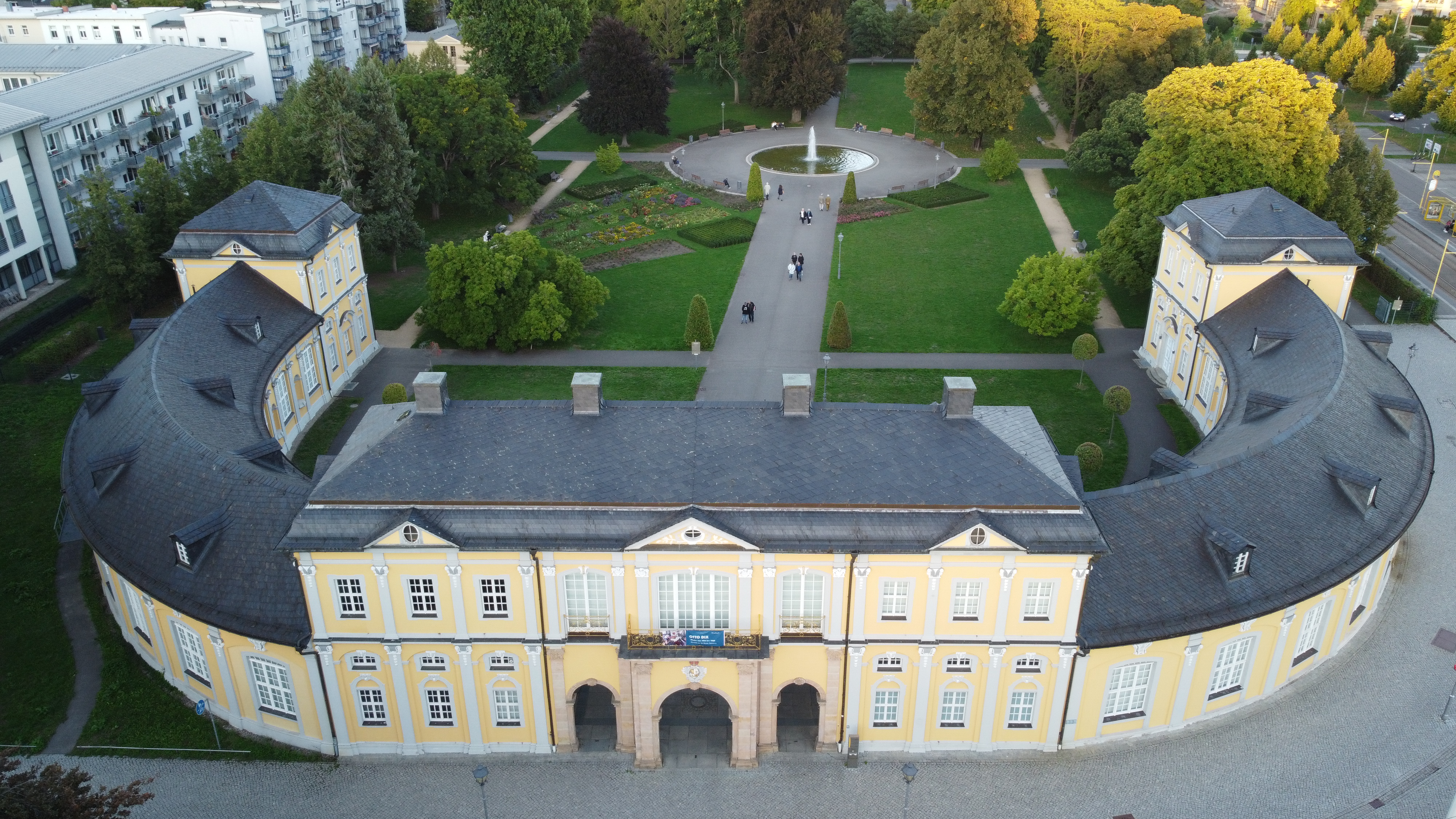
Orangerie de Gera.
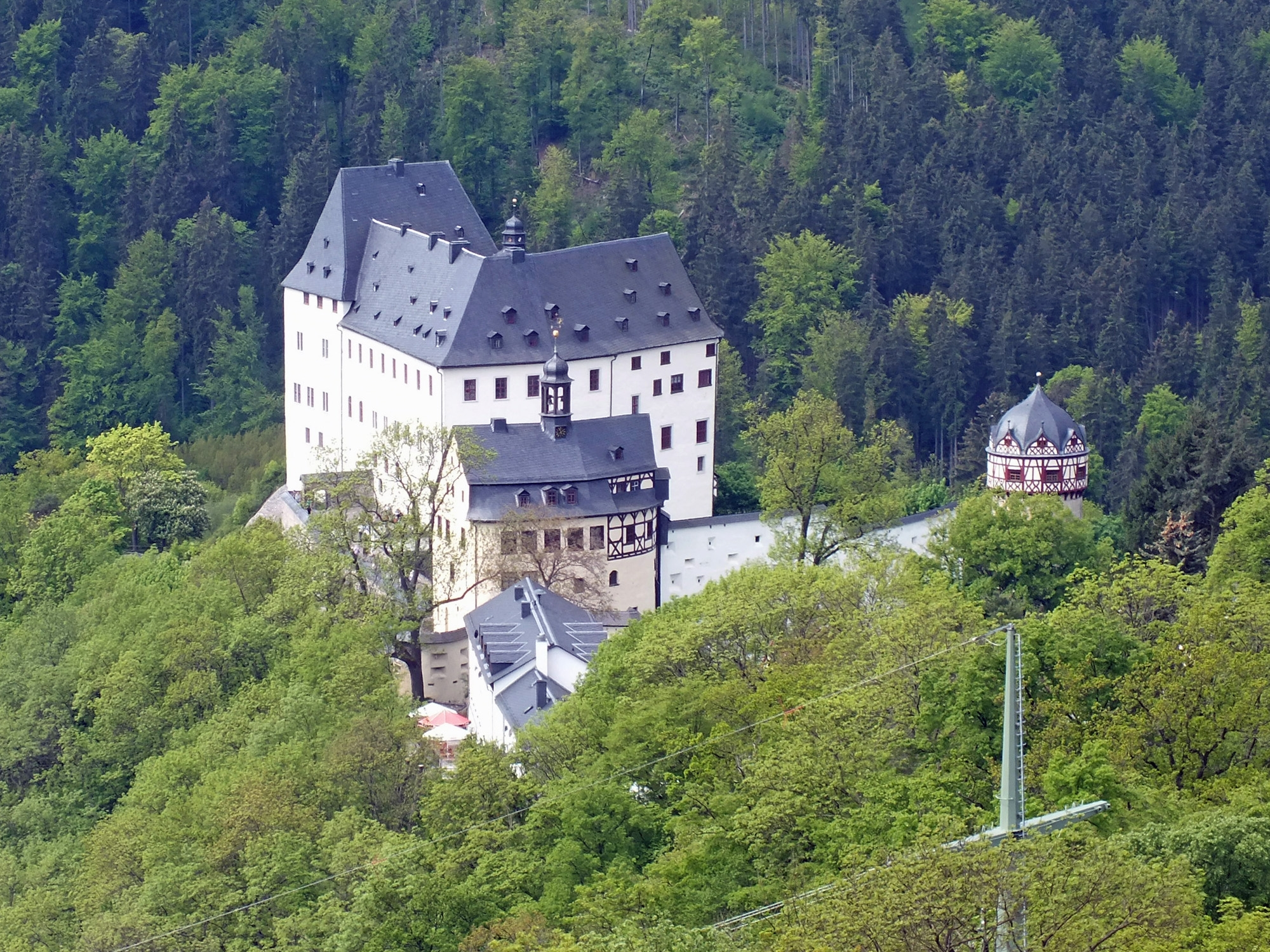
Château de Burgk.
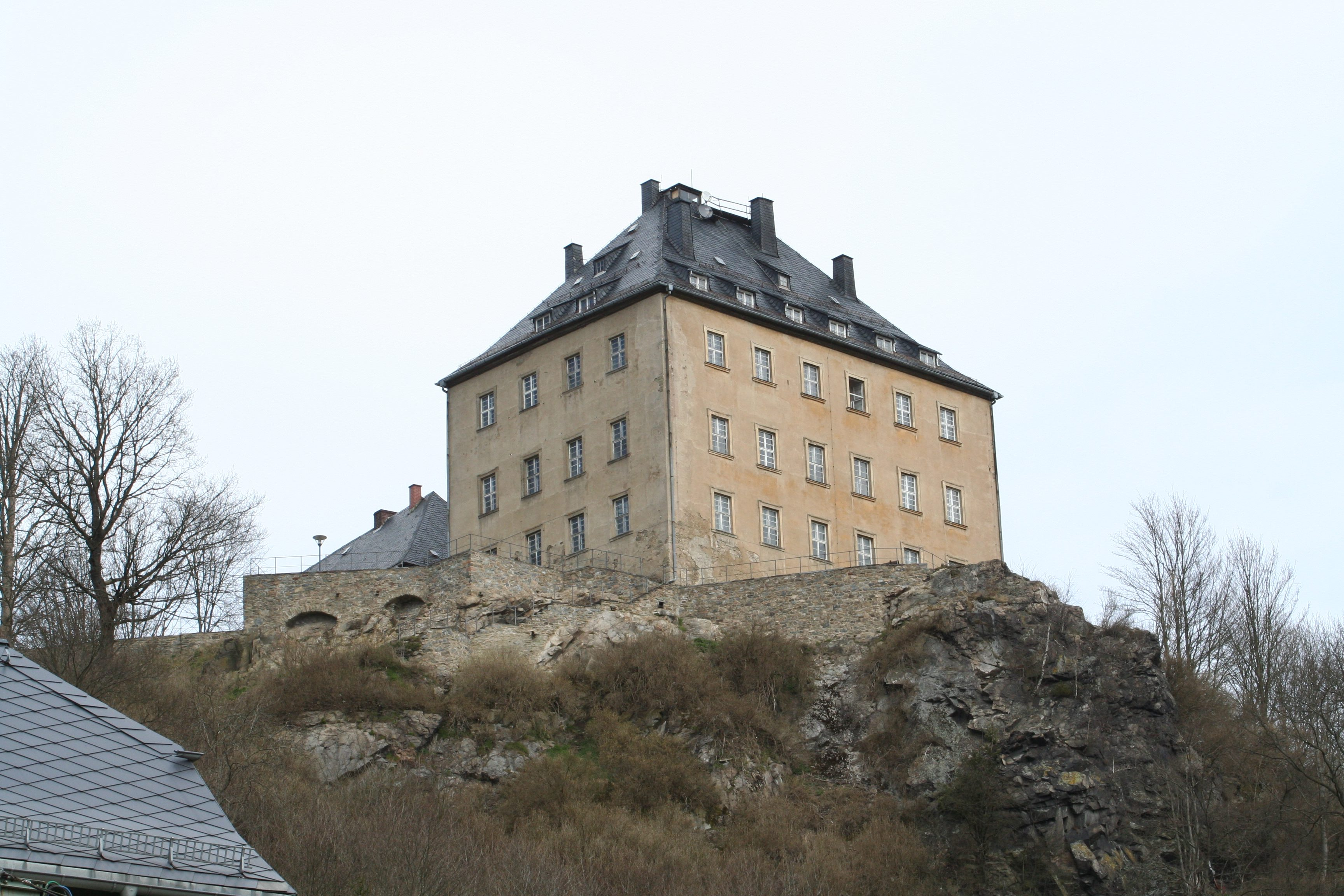
Château d'Hirschberg.
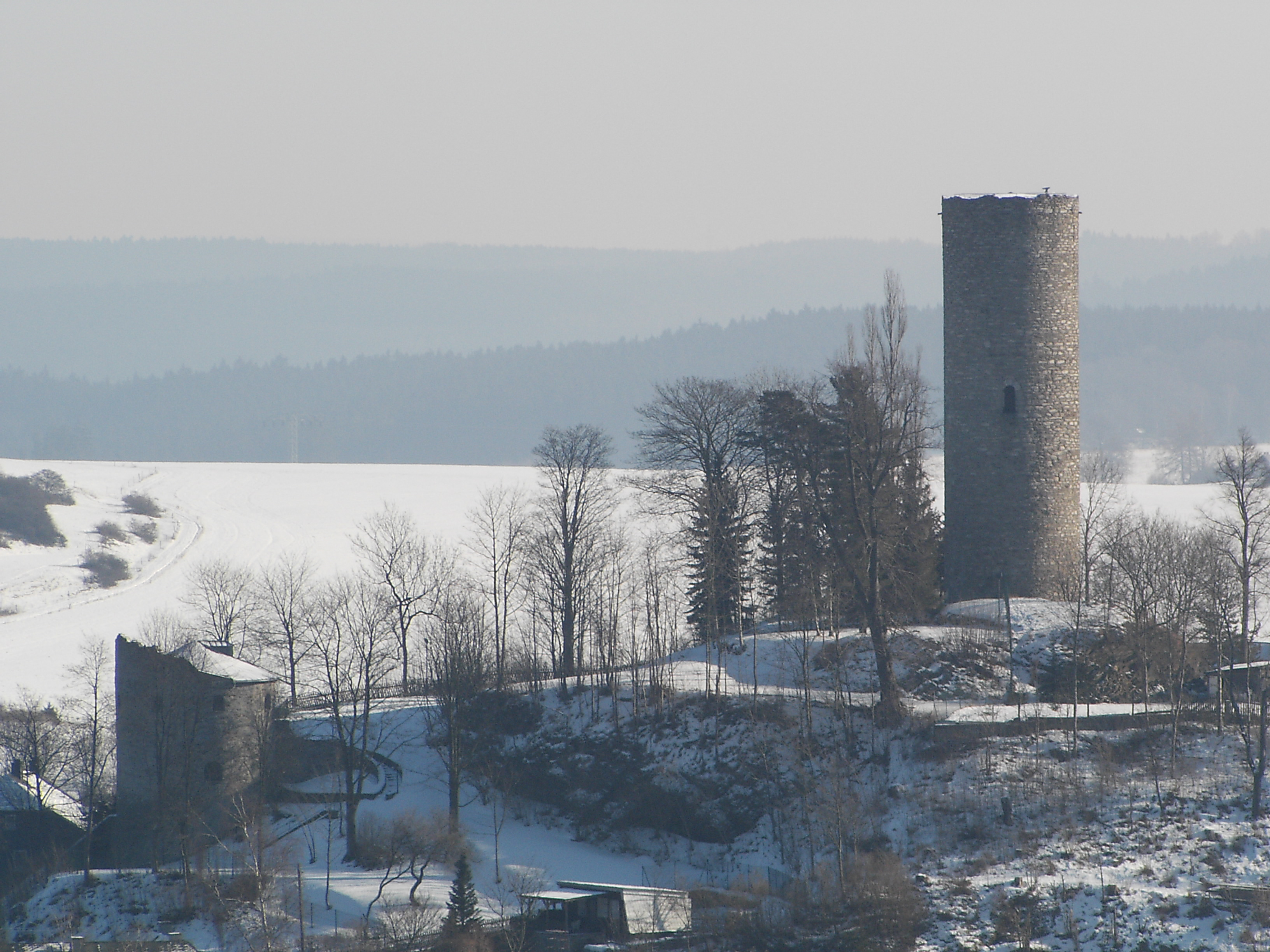
Vieux château de Lobenstein.
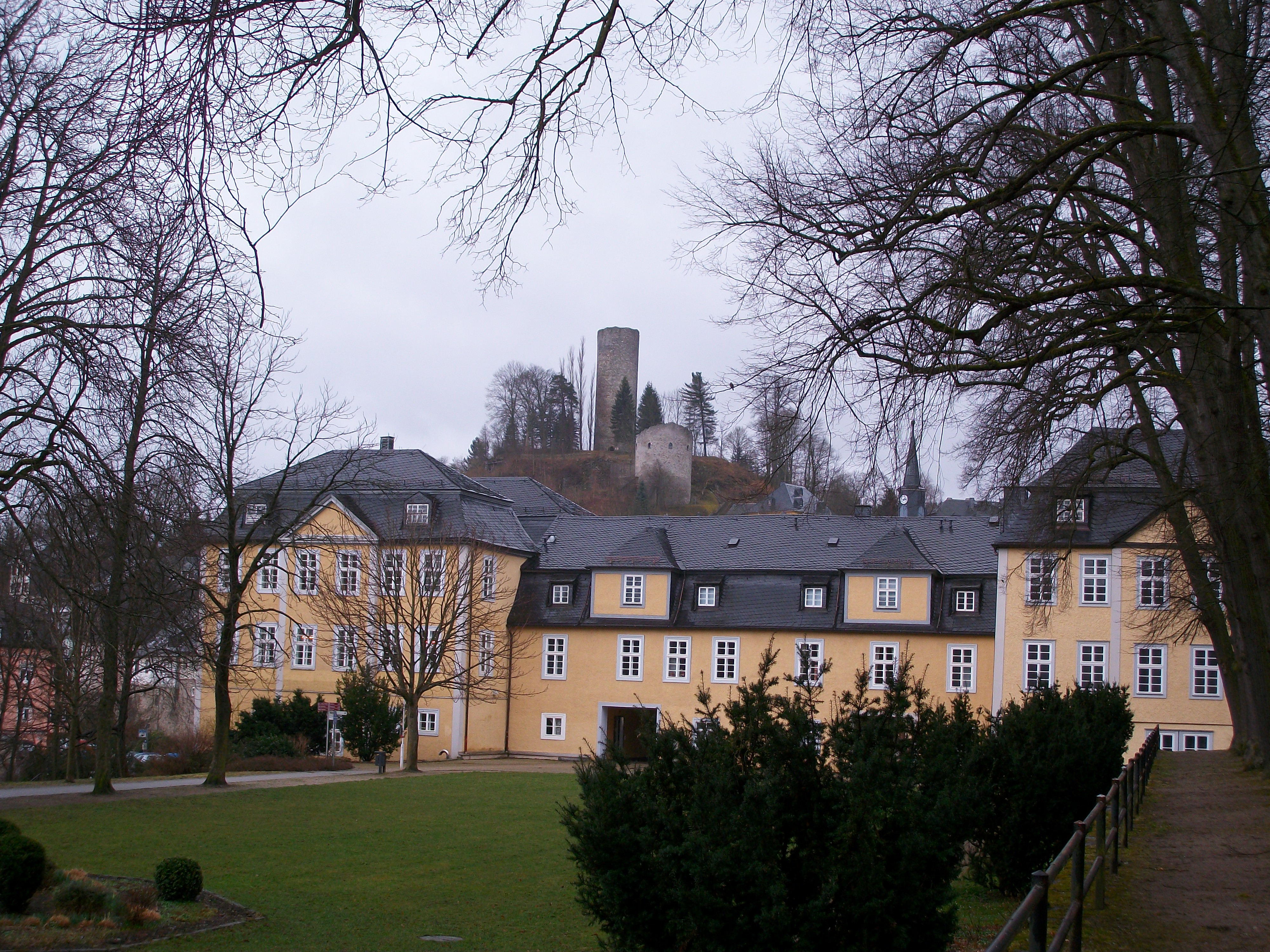
Château neuf de Lobenstein, siège des princes de Lobenstein.
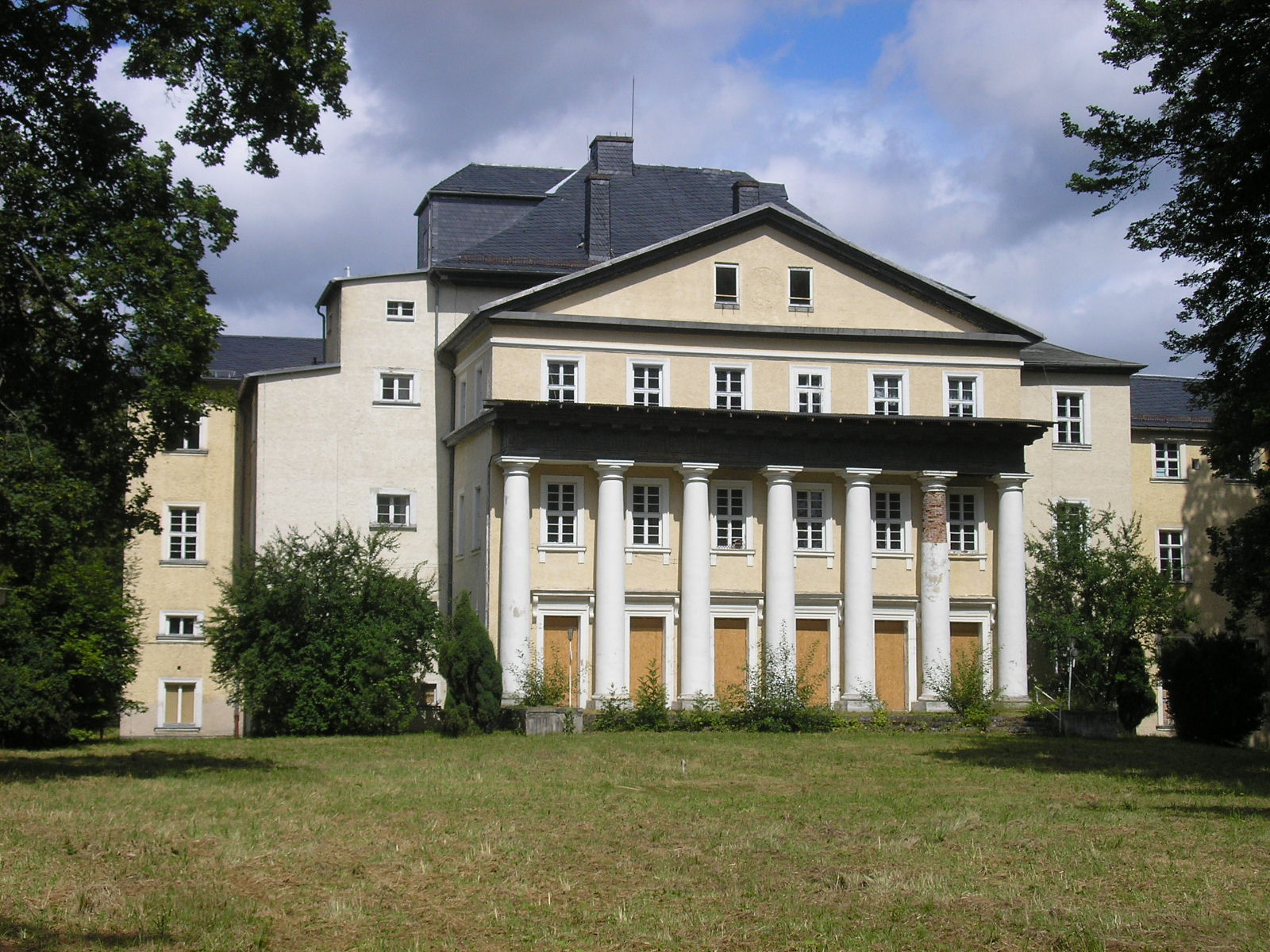
Château d'Ebersdorf.
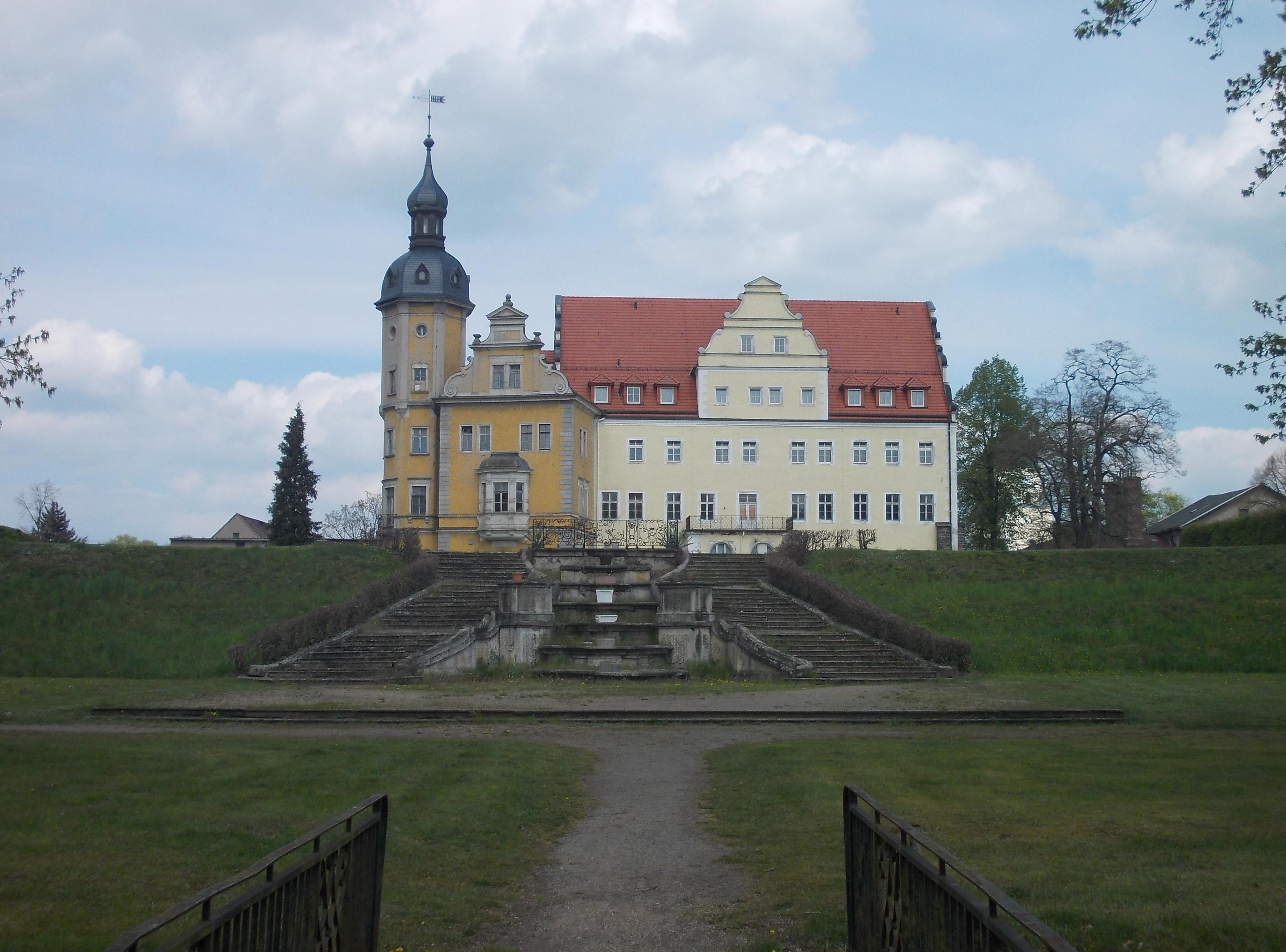
Château de Thallwitz.
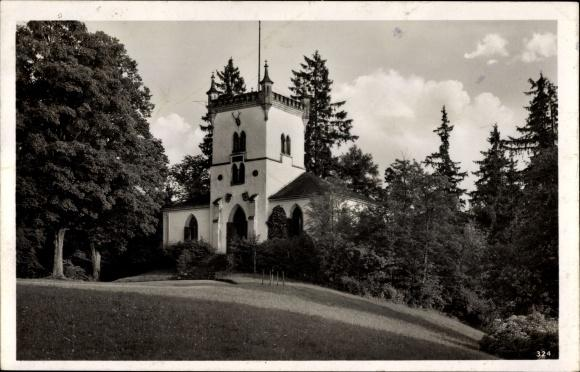
Pavillon de chasse de Waidmannsheil (1925).
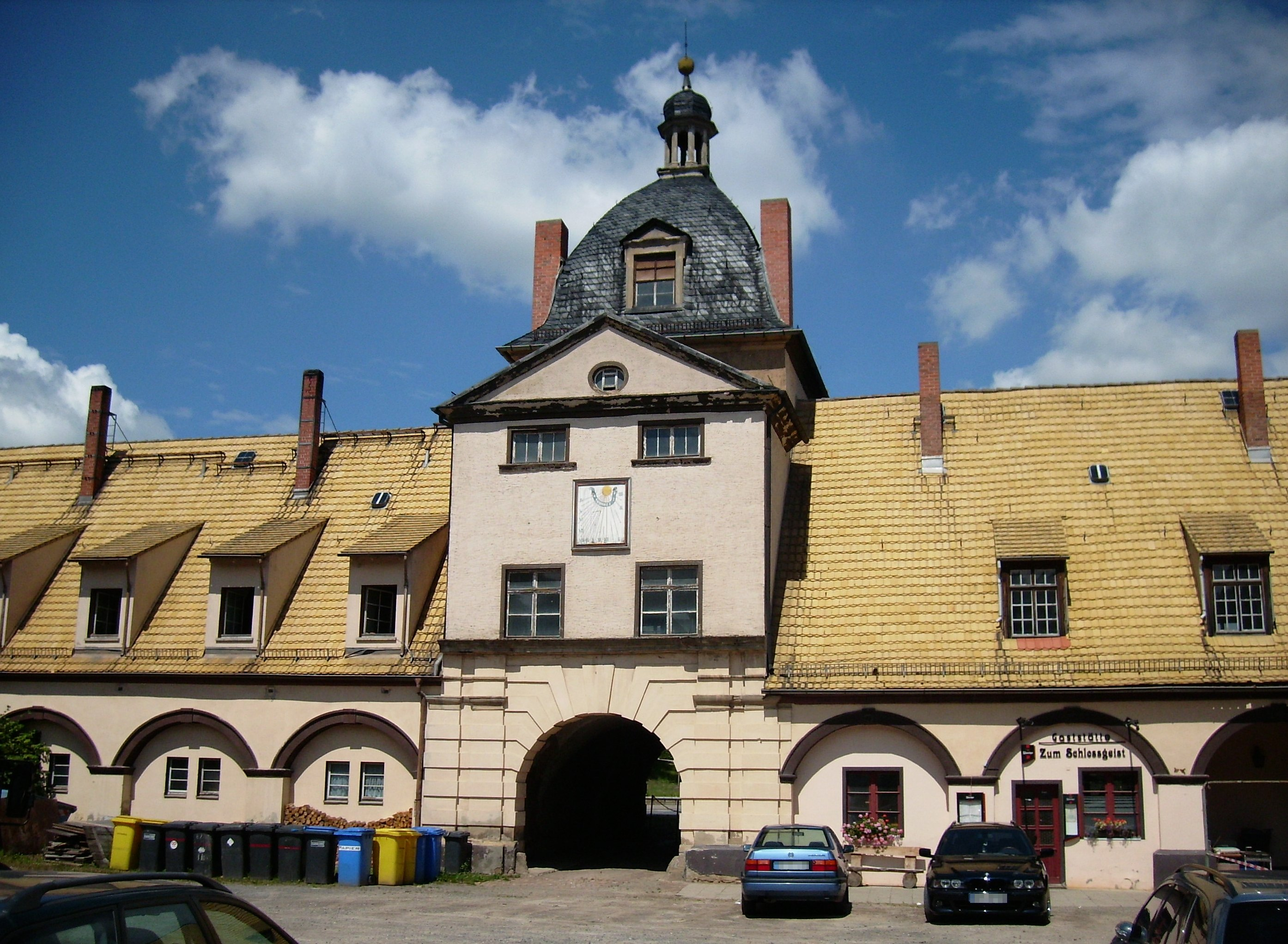
Château de Köstritz.
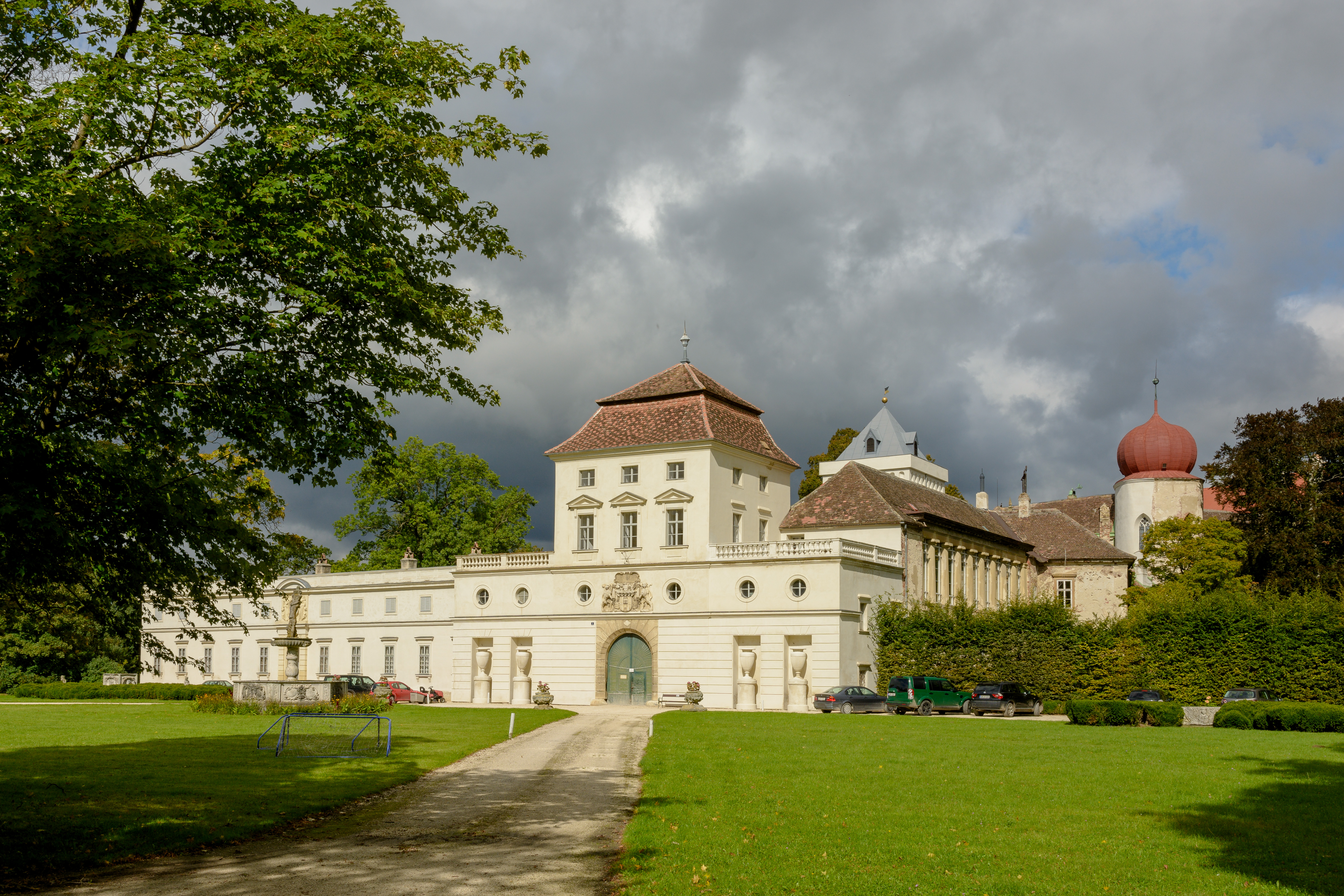
Château d'Ernstbrunn, résidence actuelle des princes Reuss.

## Personnalités
- Henri Reuss de Plauen (1400-1470), 32e grand-maître de l'ordre Teutonique.
- Henri II Reuss de Gera (1572-1635), promoteur du commerce et protecteur de calvinistes flamands.
- Henri XXIV Reuss de Köstritz (1681-1748), fondateur de la branche de Köstritz.
- Henri XIV Reuss de Greiz (1749-1799), diplomate au service de l'Autriche.
- Augustine Reuss d'Ebersdorf (1757-1831), mère de Léopold Ier de Belgique, grand-mère de Victoria du Royaume-Uni.
- Henri XXIV Reuss de Köstritz (1855-1910), compositeur allemand.
- Éléonore Reuss de Köstritz (1860-1917), reine des Bulgares.
- Hermine Reuss de Greiz (1887-1947), seconde épouse de Guillaume II.
- Frida Lyngstad (1945), chanteuse suédoise membre du groupe ABBA et comtesse de Plauen par son troisième mariage.
- Henri XIII Reuss (1951), homme d'affaires et militant d'extrême droite.